# Síugrás az 1984. évi téli olimpiai játékokon
Az 1984. évi téli olimpiai játékokon a síugrás versenyszámait az Igman-hegyvidéken rendezték február 12-én és 18-án. Két versenyszámban avattak olimpiai bajnokot. A versenyeken magyar versenyző nem vett részt.

## Részt vevő nemzetek
A versenyeken 17 ország 65 versenyzője vett részt.
- Ausztria (AUT) (5)
- Bulgária (BUL) (3)
- Csehszlovákia (TCH) (5)
- Egyesült Államok (USA) (5)
- Finnország (FIN) (4)
- Franciaország (FRA) (1)
- Japán (JPN) (4)
- Jugoszlávia (YUG) (5)
- Kanada (CAN) (4)
- Lengyelország (POL) (2)
- NDK (GDR) (5)
- NSZK (FRG) (4)
- Norvégia (NOR) (6)
- Olaszország (ITA) (3)
- Spanyolország (ESP) (3)
- Svájc (SUI) (3)
- Szovjetunió (URS) (3)

## Éremtáblázat
(Az egyes számoszlopok legmagasabb értéke, vagy értékei vastagítással kiemelve.)
| Az 1984. évi téli olimpiai játékok éremtáblázata síugrásban | Az 1984. évi téli olimpiai játékok éremtáblázata síugrásban | Az 1984. évi téli olimpiai játékok éremtáblázata síugrásban | Az 1984. évi téli olimpiai játékok éremtáblázata síugrásban | Az 1984. évi téli olimpiai játékok éremtáblázata síugrásban | Olimpia  |
| ----------------------------------------------------------- | ----------------------------------------------------------- | ----------------------------------------------------------- | ----------------------------------------------------------- | ----------------------------------------------------------- | -------- |
|                                                             | Ország                                                      | Arany                                                       | Ezüst                                                       | Bronz                                                       | Összesen |
| 1.                                                          | Finnország (FIN)                                            | 1                                                           | 1                                                           | 1                                                           | 3        |
| 2.                                                          | NDK (GDR)                                                   | 1                                                           | 1                                                           | 0                                                           | 2        |
|                                                             |                                                             |                                                             |                                                             |                                                             |          |
| 3.                                                          | Csehszlovákia (TCH)                                         | 0                                                           | 0                                                           | 1                                                           | 1        |
|                                                             |                                                             |                                                             |                                                             |                                                             |          |
| Összesen                                                    | Összesen                                                    | 2                                                           | 2                                                           | 2                                                           | 6        |

## Érmesek
| Az 1984. évi téli olimpiai játékok érmesei síugrásban |                                  |       |                                  |       |                                   |       |
| Versenyszám                                           | Arany                            | Arany | Ezüst                            | Ezüst | Bronz                             | Bronz |
| Normálsánc (70 m)                                     | Jens Weißflog · NDK (GDR)        | 215,2 | Matti Nykänen · Finnország (FIN) | 214,0 | Jari Puikkonen · Finnország (FIN) | 212,8 |
| Nagysánc (90 m)                                       | Matti Nykänen · Finnország (FIN) | 231,2 | Jens Weißflog · NDK (GDR)        | 213,7 | Pavel Ploc · Csehszlovákia (TCH)  | 202,9 |